# Pascal Fétizon
Pour les articles homonymes, voir Fétizon.
Pascal Fétizon est un athlète français né à Châlons-sur-Marne le 30 août 1962, spécialiste de l’ultrafond, champion du monde des 100 km sur route en 2000, champion d'Europe des 100 km sur route en 1999 et 2002 et champion de France des 100 km sur route en 1999 et 2001. De plus, il détient le record de France des 100 km sur route depuis 2000 avec un temps de 6 h 23 min 15 s.

## Biographie
Originaire d'Ambonnay en Champagne-Ardenne, Pascal Fétizon joue au football dès l'âge de huit ans, puis débute l'athlétisme en 1975, chez les benjamins, par le cross-country. D'un premier mariage, il a un fils aîné, Jonathan, né en 1990. En 2003, il épouse Elena Konopleva, marathonienne russe, qui lui donne un deuxième fils, Alexandre. Il envisage de poursuivre comme entraîneur, suivant notamment l'exemple de son ami David Antoine[réf. nécessaire].
Pascal Fétizon est champion du monde des 100 km sur route en 2000 à Winschoten, champion d'Europe des 100 km sur route en 1999 et 2002, toujours à Winschoten, et champion de France des 100 km sur route en 1999 à Saint-Vit et en 2001 à Cléder. De plus, il détient le record de France des 100 km sur route depuis 2000 avec un temps de 6 h 23 min 15 s.

## Palmarès
Statistiques de Pascal Fétizon d'après le site sportnat2.com :
- Recordman de France de semi-marathon en 1993, en 1 h 2 min 11 s
- Champion du monde du 100 km sur route de l’IAU (International Association of Ultra Runners) à Winschoten en 2000 en 6 h 23 min 15 s (3e en 2001, 4e en 2004, 6e en 2005)
- Champion d’Europe du 100 km sur route de l’IAU à Winschoten en 1999 et 2001 (3e en 2003)
- Médaille d’or du marathon aux Jeux de la Francophonie en 1997
- Champion de France des 100 km sur route en 1999 à Saint-Vit et 2001 à Cléder
- Champion de France du marathon en 1996
- Marathon de Nantes en 2000[5]
- Marathon de la Côte d'Amour en 2003
- Marathon de Cheverny en 2004, 2005 et 2007
- Marathon des Côtes de Blayes en 2005
- Médaille d’argent par équipes de la Coupe du monde de marathon en 1995 (à Athènes)
- Champion de Champagne-Ardenne de cross-country en 1988, 1990, 1996 et 1998
- Vice-champion du monde par équipes de cross en 1992
- Vice-champion de France de marathon en 1998
- 2e du Challenge marathoninfo en 2004
- Vainqueur du trail international les gendarmes et les voleurs du temps en 2001

## Records personnels
Statistiques de Pascal Fétizon d'après la Fédération française d'athlétisme (FFA) et le site World Athletics :
- 3 000 m : 8 min 24 s 39 en 2002
- 5 000 m : 14 min 52 s 01 en 2008
- 10 000 m : 29 min 3 s 25 en 1990
- 10 km route : 30 min 29 s en 2002
- 15 km route : 46 min 24 s en 2002
- 20 km route : 1 h 2 min 37 s en 2002
- Semi-marathon : 1 h 6 min 18 s en 2002
- Marathon : 2 h 14 min 35 s au marathon de Paris en 1996[8]
- 50 km route : 3 h 9 min 40 s aux championnats du monde IAU des 100 km de Winschoten en 2000 (50 km split)[9]
- 100 km route : 6 h 23 min 15 s aux championnats du monde IAU des 100 km de Winschoten en 2000